# Fyresdal
Fyresdal er en kommune i Vestfold og Telemark fylke i Norge. Kommunen har et areal på 1.277 km², og en 
befolkning på 	1.323  indbyggere (1. januar 2016). Vigtigste erhverv er skovdrift og jordbrug, samt kraftproduktion. Fyresdal har mange gravhøje og runesten fra vikingetiden. Navnet er afledt af trænavnet fyr.
Kommunen grænser til Åmli, Bygland og Valle i Aust-Agder, og til Tokke, Kviteseid og Nissedal i Telemarken. Højeste punkt er Napuren der er 1.284 moh.